# Астафьев, Виктор Иванович
Виктор Иванович Астафьев (1808 — не ранее апреля 1839) — русский поэт.

## Биография
Из калужских дворян. Получил домашнее образование; окончил историко-филологический факультет Императорского Московского университета (1826) со степенью действитвительного студента. Сотрудничал в журналах «Московский телеграф» (стихотворения «Элегия» и «Предчувствие», 1826). В «Сыне отечества» опубликовал стихотворение «А. М. Р-ну» (1827) и отрывки из поэмы «Изгнанник» (1827) , а в альманахе «Северная лира» (1827; переиздан 1984) поместил адресованное М. А. Дмитриеву стихотворение «Не сnрашивай меня наnрасно…», которое, став популярным, отразилось в юношеских стихах М. Ю. Лермонтова. В 1828 году издал сборник «Мелодии» (25 лирических стихотворения романтического содержания и другое послание А. М. Редкину; ему же посвящено стихотворение «Поцелуй»). Основные мотивы поэзии Астафьева характерны для «массовой» элегии 1820-х гг.: неразделённая любовь, о непродолжительности счастья и т. п. В целом лирика Астафьева близка общему уровню поэтической культуры 1820-х гг.
В феврале 1828 года поступил на службу унтер-офицером в лейб-гвардейский уланский полк цесаревича. В ноябре 1828 года переведён корнетом в Оренбургский уланский полк. Участвовал в Польской кампании 1831 года. С декабря 1833 года в лейб-гвардейском уланском полку, с 1834 года ― полковой адъютант. В начале anpеля 1839 года уволен по болезни в чине штабс-ротмистра. В сборнике «Весенние цветы, или Собрание романсов, баллад и песен А. Пушкина, Жуковского…. и проч.» (1835) опубликовано два стихотворения Астафьева, не вошедшие в «Мелодии»: «С горем юноша печальный…» и «Я не забыл минувших дней…».